# Renato De Riva
Renato De Riva (* 7. Mai 1937 in Alleghe; † 10. Mai 1983 in Cortina d’Ampezzo) war ein italienischer Eisschnellläufer.

## Werdegang
De Riva wurde siebenmal italienischer Meister im Großen-Vierkampf (1962–1968) und nahm von 1958 bis 1968 an internationalen Wettbewerben teil. Dabei kam er bei der Mehrkampfeuropameisterschaft 1958 in Eskilstuna auf den 31. Platz im Großen Vierkampf. Im Jahr 1959 lief er bei der Mehrkampfweltmeisterschaft in Oslo und bei der Mehrkampfeuropameisterschaft in Göteborg jeweils auf den 28. Platz im Großen Vierkampf. In der Saison 1959/60 belegte er bei der Mehrkampfweltmeisterschaft 1960 in Davos den 16. Platz im Großen Vierkampf und beim Saisonhöhepunkt, den Olympischen Winterspielen 1960 in Squaw Valley, den 39. Platz über 500 m, den 27. Rang über 1500 m, den 26. Platz über 5000 m sowie den 14. Platz über 10.000 m. In den folgenden Jahren nahm er an acht Mehrkampfweltmeisterschaften (1961 in Göteborg, 1962 in Moskau, 1963 in Karuizawa, 1964 in Helsinki, 1965 in Oslo, 1966 in Göteborg, 1967 in Oslo und 1968 in Göteborg) teil. Seine beste Platzierung dabei war der 14. Platz im Jahr 1965 im Großen Vierkampf. Zudem startete er bei sechs Mehrkampfeuropameisterschaften (1961 in Helsinki, 1962 in Oslo, 1963 in Göteborg, 1965 in Göteborg, 1966 in Deventer, 1967 in Lahti). Sein bestes Resultat erreichte er dabei ebenfalls im Jahr 1965 mit dem 14. Platz im Großen Vierkampf. Bei den Olympischen Winterspielen 1964 in Innsbruck belegte er den 21. Platz über 1500 m, den 18. Rang über 10.000 m sowie den 14. Platz über 5000 m und bei den Olympischen Winterspielen 1968 in Grenoble den 34. Platz über 1500 m, den 26. Rang über 5000 m sowie den 19. Platz über 10.000 m.

## Erfolge

### Olympische Spiele
- 1960 Squaw Valley: 14. Platz 10.000 m, 26. Platz 5000 m, 27. Platz 1500 m, 39. Platz 5000 m
- 1964 Innsbruck: 14. Platz 5000 m, 18. Platz 10.000 m, 21. Platz 1500 m
- 1968 Grenoble: 19. Platz 10.000 m, 26. Platz 5000 m, 34. Platz 1500 m

### Mehrkampf-Weltmeisterschaften
- 1959 Oslo: 28. Platz Großer Vierkampf
- 1960 Davos: 16. Platz Großer Vierkampf
- 1961 Göteborg: 30. Platz Großer Vierkampf
- 1962 Moskau: 36. Platz Großer Vierkampf
- 1963 Karuizawa: 33. Platz Großer Vierkampf
- 1964 Helsinki: 23. Platz Großer Vierkampf
- 1965 Oslo: 14. Platz Großer Vierkampf
- 1966 Göteborg: 28. Platz Großer Vierkampf
- 1967 Oslo: 21. Platz Großer Vierkampf
- 1968 Göteborg: 22. Platz Großer Vierkampf

### Mehrkampf-Europameisterschaften
- 1958 Eskilstuna: 31. Platz Großer Vierkampf
- 1959 Göteborg: 28. Platz Großer Vierkampf
- 1961 Helsinki: 24. Platz Großer Vierkampf
- 1962 Oslo: 34. Platz Großer Vierkampf
- 1963 Göteborg: 26. Platz Großer Vierkampf
- 1965 Göteborg: 14. Platz Großer Vierkampf
- 1966 Deventer: 21. Platz Großer Vierkampf
- 1967 Lahti: 22. Platz Kleiner Vierkampf

## Persönliche Bestzeiten
| Disziplin | Zeit        | Datum           | Ort                  |
| --------- | ----------- | --------------- | -------------------- |
| 500 m     | 42,2 s      | 20. Januar 1968 | Madonna di Campiglio |
| 1000 m    | 1:25,8 min  | 17. Januar 1968 | Cortina d’Ampezzo    |
| 1500 m    | 2:08,2 min  | 20. Januar 1968 | Madonna di Campiglio |
| 3000 m    | 4:32,8 min  | 16. Januar 1968 | Cortina d’Ampezzo    |
| 5000 m    | 7:46,0 min  | 20. Januar 1968 | Madonna di Campiglio |
| 10.000 m  | 16:05,4 min | 16. Januar 1965 | Madonna di Campiglio |